# Мінагава Юсуке
Мінагава Юсуке (яп. 皆川 佑介, нар. 9 жовтня 1991, Токіо) — японський футболіст, нападник клубу «Санфрече Хіросіма» та національної збірної Японії.

## Клубна кар'єра
У дорослому футболі дебютував 2014 року виступами за команду клубу «Санфрече Хіросіма», кольори якої захищає й донині.

## Виступи за збірну
2014 року провів свій перший і єдиний матч у складі національної збірної Японії.

## Досягнення

### Санфрече Хіросіма
- Джей-ліга
  -  Чемпіон (1): 2015
- Клубний чемпіонат світу
  -  Бронзовий призер (1): 2015